# Волчек, Денис Геннадьевич
Денис Геннадьевич Волчек (род. 10 мая 1971 года, Ленинград) — российский предприниматель, политик. Депутат Законодательного Собрания Санкт-Петербурга четвёртого созыва. Депутат Государственной думы Федерального собрания Российской Федерации V и VI созывов.

## Биография
Денис Геннадьевич Волчек родился 10 мая 1971 года в Ленинграде, по национальности еврей. Отец — Геннадий Борисович Волчек, впоследствии — депутат Законодательного собрания Петербурга пятого созыва от ЛДПР. Мастер спорта СССР по боксу.
С 1992 работал в АО «Отцы и дети» замдиректора по экономике, был соучредителем и руководителем других компаний.
Был водителем, другом и деловым партнёром известного преступного авторитета Кости Могилы, в 1994 году вместе с Константином Яковлевым (Костя Могила) выступил учредителем АОЗТ «Сириус С». Константин Яковлев называл Волчека своим названным «младшим братом».
В 1998 году стал председателем совета директоров страховой компании «Русмед», Волчека называли «фармацевтическим королем» и «человеком Березовского». Затем был председателем совета директоров завода «Фармакон».
В 2000 году окончил Санкт-Петербургскую инженерно-экономическую академию.
В 2001 избран председателем муниципальной палаты Санкт-Петербурга, возглавил местное отделение ЛДПР.
В 2002 году окончил Северо-Западную академию госслужбы.
Кандидат экономических наук (тема диссертации — «Организационно-экономические основы совершенствования территориальной структуры местного самоуправления Санкт-Петербурга», указан 2002 год и место защиты Санкт-Петербургский государственный экономический университет). По сообщению Диссернет, его диссертация — фантом: учёная степень указана на сайте Госдумы, но диссертация в библиотеках отсутствует, ответ депутата на запрос «Новой газеты» не получен.
В 2002 году стал депутатом Законодательного собрания Санкт-Петербурга, создал фракцию «Спортивная Россия», был лидером этой фракции, которая позже в полном составе вошла во фракцию ЛДПР. Его отец Геннадий Волчек был оформлен помощником депутата Законодательного Собрания Санкт-Петербурга Дениса Волчека.
В 2002 году против Волчека было возбуждено уголовное дело по ст. 160, ч. 3 УК РФ (присвоение или растрата), обвинялся в присвоении чужого имущества (картины), впоследствии дело закрыли за истечением срока давности.
К 2003 года Волчек являлся владельцем или соучредителем большого числа предприятий (в первую очередь в сфере медицины и фармацевтики): "Санкт-Петербургское медицинское страховое акционерное общество закрытого типа «Русь-Мед», АОЗТ «Сириус С», ООО «Компания МСА». Совместно с Константином Яковлевым Волчеком были учреждены ТОО «Никон», ЗАО «Премьер СВ-Нева», ЗАО «БИСКОТ», ООО «Сана», ООО «Воды кембрийского периода». Он был та же связан ещё с известным в криминальных кругах коммерсантом — Владимиром Кулибабой. Волчека также называли доверенным лицом в Петербурге Бориса Березовского.
Вместе с отцом присутствовал на похоронах Кости Могилы в 2003 году.
С 2004 по 2009 год был координатором Санкт-Петербургского регионального отделения ЛДПР.
Со 2 декабря 2007 года депутат Государственной Думы 5-го созыва (№ 1, Региональная группа № 59, Город Санкт-Петербург). Член фракции «Либерально-демократическая партия России». Был заместителем председателя Комитета ГД по финансовому рынку. Когда в связи с избранием Денис Волчек перебрался в Москву, «вместо него» в Законодательное Собрание Санкт-Петербурга стал избираться его отец Геннадий Волчек.
В 2011 году избран депутатом Государственной думы 6-го созыва (№ 1, Региональная группа № 81, Город Санкт-Петербург). Был членом комитета ГД по информационной политике, информационным технологиям и связи. В рейтинге активности депутатов от ЛДПР в 2015 году получил 0 баллов, так как за четыре года не посетил ни одного заседания Парламента. За 9 лет депутатства (с 2007 по 2016 год) выступил всего 34 раза и подписал 16 законопроектов.
В 2016 году у Волчека произошел конфликт с лидером ЛДПР Владимиром Жириновским. В итоге на выборы 2016 года он пошёл от партии «Справедливая Россия», проспонсировав большую часть кампании партии в Санкт-Петербурге, но проиграл выборы.

## Уголовное преследование
Утром 22 апреля 2020 года в загородный дом Волчека приехали оперативники центрального аппарата ФСБ России, забрали его телефоны и компьютер, после чего увезли его в Москву. Спецслужба держала цель своего мероприятия в секрете от всех, кроме высшего руководства регионального УФСБ.
24 апреля 2020 года Пресненский районный суд Москвы заключил Волчека под стражу до 22 июня 2020 года. Обвинение ему предъявили по ч. 3 ст. 30 (приготовление к преступлению и покушение на преступление) и ч. 4 ст. 159 УК РФ (мошенничество). Следствие считает, что Волчек и бизнесмен Зураб Плиев за 1,4 миллиона евро предложили бывшему совладельцу банка «Ренессанс» Андрею Розову помешать возбуждению против него уголовного дела.
В мае 2021 года приговорён к трем годам колонии общего режима за покушение на особо крупное мошенничество. Волчек признал свою вину.

## Личная жизнь
Имеет гражданство Израиля и Греции.
Жена — Ольга, есть дочь и сын.